# Calochortus luteus
Calochortus luteus o lirio mariposa amarillo es una Liliaceae endémica de California.

## Descripción
La flor, de color mayormente amarillo brillante es de 3 a 5 cm de ancho con perianto bulboso, forrado de color marrón rojizo en el interior, a menudo  con una mancha central de igual color y escasa pilosidad en el interior.

## Distribución
Esta especie se encuentra en la pradera costera de California, herbazales, y claros de zonas boscosas. Su rango se extiende a lo largo de las áreas costeras desde el norte del condado de Santa Bárbara, archipiélago del Norte y tierra firme, el noroeste de California, el Valle de Sacramento, y las estribaciones de Sierra Nevada hasta la sierra de Tehachapi.

## Cultivo
La especie se utiliza en paisajismo mediante bulbos cultivados que se obtienen de viveros y sociedades de flora nativa, para planta ornamental en jardines y en proyectos de restauración ambiental.